# Маркијан Кирски
Маркијан Кирски је православни хришћански светитељ, подвижник, преподобни из IV века. 
Рођен је у месту Кир у Сирији. Као млад се замонашио и повукао у Халкидску пустињу где је живео пустињачки живот. Био је савременик патријарха Флавијана Антиохијског и царева Констанција II и Валентинијана. Био је виско цењен међу хришћанима још за живота. Живео је затвореничким животом и одбијао је свештенички чин и почасти. Многе је из разних јереси вратио у православну веру.
Пред смрт наредио своме ученику Јевсевију да сакрије његово тело и тајно га сахрани, због многих обожаватеља.
Умро је 387. године.